# Еврейски квартал
Еврейски квартал (на идиш: די ייִדדישע גאַס) е градски район, в който традиционно живее компактно еврейско население.
За разлика от еврейските гета, еврейските квартали са възникнали в резултат от желанието на еврейското население да живее в съответствие с традициите и предписанията на юдаизма.
От на идиш: די ייִדדישע גאַס (Di yiddishe gas) терминът се превежда не само архаично и като „Еврейска улица“.